# Comité de stabilité financière
Le Comité de Stabilité Financière (CSF) et le Conseil de Surveillance de l'Autorité des Services Financiers (CSASF) sont deux institutions belges instaurées par la loi du 2 août 2002 relative à la surveillance du secteur financier et aux services financiers pour renforcer lacollaboration entre la Banque nationale de Belgique (BNB) et la Commission bancaire, financière et des assurances (CBFA) en matière de contrôle des marchés financiers.